# Les Tortues
Pour les articles homonymes, voir Tortue.
Pour plus de détails, voir Fiche technique et Distribution.
Les Tortues est un film belgo-canadien réalisé par David Lambert et sorti en 2023.

## Synopsis
Thom, ancien drag queen expatrié anglais devenu antiquaire, et Henri, ancien policier belge,, se connaissent depuis 35 ans. Ils se sont mariés plus tard, lorsque la Belgique a autorisé le mariage homosexuel, et, depuis, ils sont heureux dans leur appartement à Bruxelles. Le jour où Henri a pris sa retraite, ce n'est plus pareil. Il voit ses journées longues et ennuyeuses. Ses sentiments pour Thom s'affaiblissent, et leurs relations s'assombrissent : le couple passe son temps à se chamailler. Contrairement à Thom, Henri songe au divorce,.

## Fiche technique
Sauf indication contraire, les informations mentionnées dans cette section peuvent être confirmées par la base de données cinématographiques IMDb,  présente dans la section « Liens externes ».
- Titre original et francophone : Les Tortues
- Réalisation et scénario : David Lambert
- Musique : Mario Sévigny
- Décors : Kurt Rigolle
- Costumes : Isabel Van Renterghem
- Photographie : N'gare Falise
- Son : Geert Vlegels
- Montage : Tom Randaxhe
- Production : Patrick Quinet (Artémis Productions)
- Coproduction : Daniel Morin (Christal Films Productions) et Willem Wallyn (W2)
- Sociétés de production : Artémis Productions ; BeTV, Christal Films Productions, RTBF[5] et W2 (coproductions)
- Sociétés de distribution : O’Brother Distribution (Belgique) et Les Films Opale (Canada) ; Outplay (France)
- Pays de production :  Belgique,  Canada
- Langue originale : français, anglais
- Format : couleur
- Genre : comédie dramatique, romance
- Durée : 83 minutes
- Dates de sortie :
  - France : 8 novembre 2023 (avant-première mondiale aux Rencontres du cinéma francophone)[4], 15 mai 2024 (sortie nationale)
  - Québec : 24 mai 2024[6]

## Distribution
- Olivier Gourmet : Henri Janssens
- Dave Johns : Thom Halford
- Brigitte Poupart : Jenny
- Vanessa Van Durme : Madame
- Sandra Zidani : l'avocate Verlinden
- Laurent Bonnet : l'avocat d'Henri
- Nathalie Laroche : la juge
- Joël Gosset : le tenancier de l'hôtel

## Production

### Genèse et développement
En avril 2022, David Lambert revient avec son quatrième long métrage, en tant que scénariste et réalisateur, intitulé Les Tortues « parce qu’elles ont une carapace, et que ce sont des animaux qui traversent le temps », explique le réalisateur. Ce film est produit par Patrick Quinet pour Artemis Productions, et coproduit par le Canadien Daniel Morin pour Christal Films — soutenu par la société de développement des entreprises culturelles (SODEC) — et le belge Willem Wallyn pour W2.

« Je crois que j’avais tout simplement envie de filmer deux hommes d’un certain âge. Un vieux couple gay. Ce sont des personnages très touchants, et très peu exploités en fiction. Et puis je voulais aussi faire un vrai film sur la lassitude, le désamour, mais faire que ce soit comique. Donc, je me suis dit que j’allais faire une comédie de remariage. Avec l’un des amoureux  qui tiendrait le rôle traditionnel de Katherine Hepburn, et l’autre celui de Spencer Tracy. Je me suis dit que j’allais faire ça, mais avec Dave Johns et Olivier Gourmet (rires). »

— David Lambert

### Attribution des rôles
Pour les rôles-titre, David Lambert a choisi l'humoriste Olivier Gourmet et l'acteur britannique Dave Johns qui a dû apprendre le français.

### Tournage
Le tournage commence le 5 avril 2022, à Bruxelles pour le quartier des Marolles, ainsi que la place du Jeu de Balle, la place Poelaert, la Grand-Place et la société des transports intercommunaux de Bruxelles (STIB). Il a également lieu à Tournai, en Région wallonne, pour le palais de justice. Il devrait s'achever le 4 mai.

## Accueil

### Festivals
Ce film est sélectionné aux Rencontres du cinéma francophone, où il est projeté la soirée du 8 novembre 2023 au cinéma Les 400 coups à Villefranche-sur-Saône. Il est également projeté en plein après-midi du 22 novembre dans la salle MK2 Beaubourg du festival Chéries-Chéris.

### Controverses
À la suite de la sortie du film en France, une polémique éclate sur l'affiche du film, et le distributeur français, Outplay, doit clarifier que « l'affiche du film Les Tortues n'a pas été censurée pour épargner les homophobes ».